# Canadian Geographic
Canadian Geographic est un magazine bimensuel en anglais de la Royal Canadian Geographical Society. Il a été publié pour la première fois en mai 1930 sous le nom de Canadian Geographical Journal.